# Leioproctus bipectinatus
Leioproctus bipectinatus är en biart som först beskrevs av Smith 1856.  Leioproctus bipectinatus ingår i släktet Leioproctus och familjen korttungebin. Inga underarter finns listade i Catalogue of Life.

## Bildgalleri

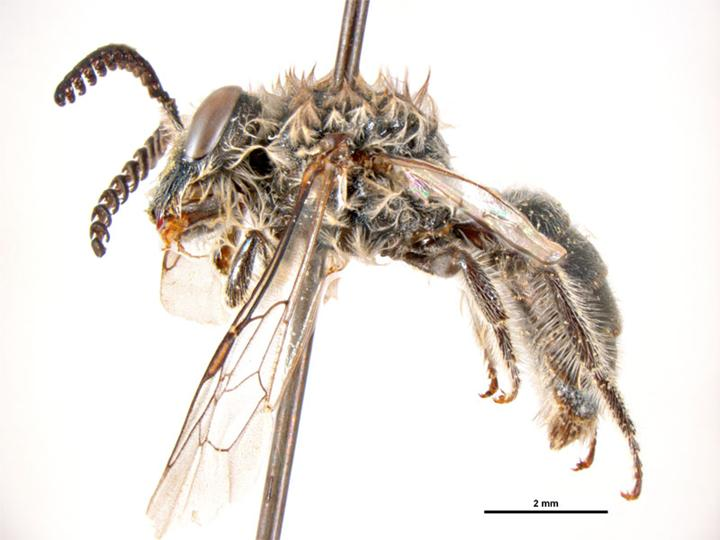